# Zarrīnābād (kommunhuvudort)
Zarrīnābād (persiska: زرين آباد) är en kommunhuvudort i Iran.   Den ligger i provinsen Zanjan, i den nordvästra delen av landet, 290 km väster om huvudstaden Teheran. Zarrīnābād ligger 1 750 meter över havet och antalet invånare är 1 944.
Terrängen runt Zarrīnābād är platt österut, men västerut är den kuperad. Runt Zarrīnābād är det ganska glesbefolkat, med 47 invånare per kvadratkilometer. Zarrīnābād är det största samhället i trakten. Trakten runt Zarrīnābād består i huvudsak av gräsmarker.